# Microregione di Blumenau
Blumenau è una microregione dello Stato di Santa Catarina in Brasile.

## Comuni
Comprende 15 comuni:
- Apiúna
- Ascurra
- Benedito Novo
- Blumenau
- Botuverá
- Brusque
- Doutor Pedrinho
- Gaspar
- Guabiruba
- Indaial
- Luiz Alves
- Pomerode
- Rio dos Cedros
- Rodeio
- Timbó